# Chorągiew Rycerstwa Ziemi Lubelskiej

## Chorągiew Rycerstwa Ziemi Lubelskiej jest jedną z najstarszych aktywnie działających grup rekonstrukcji historycznej w Polsce.
Stowarzyszenie działa od 1998 roku, natomiast część osób ze stowarzyszenia odtwórstwem historycznym zajęła się kilka lat wcześniej. W roku 2013 Chorągiew połączyła siły z wywodzącą się z Chełma Drużyną Grodów Czerwieńskich. W chwili obecnej działa aktywnie w Lublinie, Chełmie i Warszawie.
Stowarzyszenie Chorągiew Rycerstwa Ziemi Lubelskiej ma w swoim dorobku organizację licznych wydarzeń historycznych o charakterze regionalnym i międzynarodowym. Od lat aktywnie współpracuje z wieloma instytucjami i samorządami, m.in. z Muzeum Narodowym w Lublinie, Muzeum im. ks. Stanisława Staszica w Hrubieszowie, Muzeum Nadwiślańskim w Kazimierzu Dolnym, Instytutem Archeologii UMCS.
Co roku bierze czynny udział w turniejach rycerskich, festiwalach i spektaklach historycznych oraz mniejszych, bardziej kameralnych wydarzeniach w Polsce i innych krajach Europy.
Członkowie Stowarzyszenia zajmują się odtwórstwem historycznym od XI do XVII wieku w ramach kilku projektów.